# پایگاه نیروی هوایی دلند
پایگاه نیروی هوایی دلند (به انگلیسی: DeLand Naval Air Station) یک فرودگاه نظامی است . این فرودگاه در شهر دولند، فلوریدا کشور ایالات متحده آمریکا قرار دارد .